# April Grace
April Grace (Lakeland, Florida, 12 de maig de 1962) és una actriu estatunidenca.

## Carrera professional
Grace va debutar en una sèrie de televisió de 1990, China Beach. El 1990-1992, va protagonitzar la sèrie de televisió  Starship Enterprise: The Next Century  amb el paper del tècnic  Hubbell . En la comèdia Angie (1994) va aparèixer al costat de Geena Davis, en el thriller Safe (1995) va actuar al costat de Julianne Moore. En el drama Waterproof (1999), va assumir un dels papers principals al costat de Burt Reynolds.
En Magnolia (1999), Grace va actuar al costat de Julianne Moore, Tom Cruise, Jason Robards i Alfred Molina. Per aquest paper, va guanyar el premi Florida Film Critics Circle el 2000 com a membre del conjunt d'actors i va ser nominada al Screen Actors Guild Award. Els anys 2003 i 2004, va protagonitzar la sèrie de televisió The Heavenly Joan, en el paper de la policia Toni Williams. En el thriller Attack on Richard Nixon (2004) amb Sean Penn i Naomi Watts, va interpretar el paper de Mae Simmons. Des de llavors, ha aparegut en diverses sèries de televisió.

## Filmografia principal
- 1994: MacShayne: Winner Takes All (TV): caixera del casino
- 1994: Angie de Martha Coolidge: infermera de la UCI #2
- 1995: Headless Body in Topless Bar: Letitia Jackson
- 1995: Safe: Susan
- 1995: The X-Files: Danielle Manley (1 episodi)
- 1996: Voice from the Grave (TV): Jennie
- 1997: The Beneficiary (TV): Dra. Gower
- 1997: Bean: Infermera Pans
- 1998: Twilight: policia
- 1998: Taxi de Chicago (Chicago Cab): Shalita
- 1998: Playing by Heart: Valery
- 1999: Waterproof: Tyree Battle
- 1999: Dodge's City (TV): Anne Kincaid
- 1999: The Hunter's Moon: Mrs. Rabe
- 1999: Magnolia de Paul Thomas Anderson: Gwenovier
- 2000: A la recerca d'en Forrester (Finding Forrester): Ms. Joyce
- 2001: La Bèstia (The Beast) (sèrie TV): Sonya Topple
- 2001: A.I. Artificial Intelligence (Artificial Inteligence: AI): companya
- 2004: L'assassinat de Richard Nixon (The Assassination of Richard Nixon): Mae Simmons
- 2005: Constantine: Dra. Leslie Archer
- 2006: Behind Enemy Lines: Axis of Evil: Ellie Brilliard
- 2006-2007: Lost: Bea Klugh (3 episodis)
- 2006: The Lost Room: Lee Bridgewater (3 episodis)
- 2007: Soc llegenda (I Am Legend): personalitat de la televisió
- 2007: The Nine: Andrea Williams (5 episodis)
- 2007: Boston Justice: Fiscal Regina Williams (1 episodi)
- 2008 - 2009: Ghost Whisperer: la vident (2 episodis)
- 2008: Grey's Anatomy: germana de Greta (1 episodi)
- 2009: Lie to Me: Mrs. Lennox (1 episodi)
- 2009: Fama (Fame): mare de Denise
- 2009: Fringe: detectiu (1 episodi)
- 2010 - 2011: Pretty Little Liars: agent Cooper (2 episodis)
- 2010: Miami Medical: Dra. Sandoval (1 episodi)
- 2010: Day One (telefilm): Max
- 2011: American Horror Story: infermera Naima (1 episodi)
- 2011: Men of a Certain Age: directora comercial (1 episodi)
- 2011: Off the Map: Fran (1 episodi)
- 2011: The Defenders: Hannah Harper (1 episodi)
- 2012: Last Resort: Amanda Straugh (2 episodis)
- 2013: The Bridge: oficial serveis d'immigració (1 episodi)
- 2013: A Good Day to Die Hard: Sue Easton
- 2014: Sons of Anarchy: Loutreesha Haddem (5 episodis)
- 2014: Conte d'hivern (Winter's Tale): Dra. Elizabeth Lee (no surt als crèdits)
- 2014: Whiplash: Rachel Bornholdt
- 2015: Murder: jutgessa Renee Garret (2 episodis)
- 2015: The Hunger Games: Mockingjay – Part 2: Dra. Aurelius
- 2015: Battle Creek: Dra. Jackson
- 2015: Glee: Mrs. Jones, mare de Mercedes Jones (1 episodi)
- 2016: Zoo: Eleanor (3 episodis)
- 2016: Underground (1 episodi)
- 2019: Miss Virginia
- 2019: Joker
- 2020: Don't Let Go
- 2021: Voyagers